# Strade Bianche 2014
La Strade Bianche 2014, ottava edizione della corsa, valida come evento dell'UCI Europe Tour 2014, categoria 1.1, si è svolta l'8 marzo 2014 su un percorso totale di 197 km. È stata vinta dal polacco Michał Kwiatkowski, giunto al traguardo con il tempo di 5h 20'33".

## Percorso
La gara per la prima volta è partita da San Gimignano per concludersi, come da tradizione, a Siena nella celebre Piazza del Campo, per una distanza complessiva di 197 km e percorrendo la componente più caratteristica della corsa, le "strade bianche" (le strade sterrate delle Crete Senesi), per un totale di 45 km, suddiviso in dieci settori, 12 km in meno rispetto all'edizione 2013.
Il percorso si è caratterizzato, oltre che dallo sterrato, da un tracciato molto ondulato e accidentato senza rettilinei significativi e con numerose curve. Unica asperità della corsa di una certa lunghezza, 4 km al 5%, è stata la salita che da Buonconvento porta a Montalcino. A due km dall'arrivo ha inizio l'ultima salita di porta di Fontebranda con pendenza al 9%-10% e con punta massima in via di Santa Caterina (16%) a 500 metri dall'arrivo finale. Piazza del Campo, dove era posto l'arrivo, è stata raggiungta in leggera discesa transitando in via Banchi di Sotto e in via Rinaldini.
Settori di strade bianche
| Settore Numero | Nome               | Chilometri          | Lunghezza (km) | Categoria         |
| -------------- | ------------------ | ------------------- | -------------- | ----------------- |
| 1              | San Leonardo       | dal 32,6 al 34,9    | 2,2            | * · *             |
| 2              | Vidritta           | dal 48,5 al 50,6    | 2,1            | *                 |
| 3              | Bagnaia            | dal km 55,6 al 61,6 | 5,9            | * · * · * · *     |
| 4              | Radi               | dal 67,8 al 72,2    | 4,4            | * · *             |
| 5              | Str. Com. di Murlo | dal 78,3 all'84     | 5,5            | *                 |
| 6              | Lucignano d'Asso   | dal 120,5 al 129,7  | 9,5            | * · * · *         |
| 7              | Monte Sante Marie  | dal 147 al 158,5    | 11,5           | * · * · * · * · * |
| 8              | Monteaperti        | dal 167 al 167,8    | 0,8            | *                 |
| 9              | Colle Pinzuto      | dal 177,7 al 181,4  | 2,4            | * · * · * · *     |
| 10             | Le Tolfe           | dal 183,8 al 184,9  | 1,1            | * · * · *         |

## Squadre partecipanti
| N.    | Cod. | Squadra                      |
| ----- | ---- | ---------------------------- |
| 1-8   | CAN  | Cannondale Pro Cycling       |
| 11-18 | AND  | Androni Giocattoli-Venezuela |
| 21-28 | AST  | Astana Pro Team              |
| 31-38 | BAR  | Bardiani Valvole-CSF Inox    |
| 41-48 | BMC  | BMC Racing Team              |
| 51-58 | COL  | Colombia                     |
| 61-68 | IAM  | IAM Cycling                  |
| 71-78 | LAM  | Lampre-Merida                |
| 81-88 | MOV  | Movistar Team                |

| N.      | Cod. | Squadra                |
| ------- | ---- | ---------------------- |
| 91-98   | MTN  | MTN-Qhubeka            |
| 101-108 | OPQ  | Omega Pharma-Quickstep |
| 111-118 | GIA  | Team Giant-Shimano     |
| 121-128 | KAT  | Katusha Team           |
| 131-138 | SKY  | Team Sky               |
| 141-148 | TCS  | Tinkoff-Saxo           |
| 151-158 | TFR  | Trek Factory Racing    |
| 161-168 | UHC  | UnitedHealthcare       |
| 171-178 | YEL  | Yellow Fluo            |

## Ordine d'arrivo (Top 10)
| Pos. | Corridore          | Squadra      | Tempo    |
| ---- | ------------------ | ------------ | -------- |
| 1    | Michał Kwiatkowski | Omega Pharma | 5h20'33" |
| 2    | Peter Sagan        | Cannondale   | a 19"    |
| 3    | Alejandro Valverde | Movistar     | a 36"    |
| 4    | Damiano Cunego     | Lampre       | a 40"    |
| 5    | Roman Kreuziger    | Tinkoff      | s.t.     |
| 6    | Fabian Cancellara  | Trek         | a 59"    |
| 7    | Cadel Evans        | BMC          | a 1'44"  |
| 8    | Warren Barguil     | Giant        | a 2'02"  |
| 9    | Wout Poels         | Omega Pharma | a 2'11"  |
| 10   | Simon Geschke      | Giant        | a 2'51"  |

## Resoconto degli eventi
La corsa iniziò a forte velocità fino a quando prese il largo la fuga che per lungo tempo avrebbe caratterizzato la corsa. I fuggitivi, Marco Frapporti, Andrea Fedi, Davide Frattini e Angelo Pagani giungeranno ad avere fino a undici minuti di vantaggio. Tuttavia all'uscita del quinto tratto di sterrato i minuti si ridussero a sette. Ma il gruppo non sembrava preoccupato e lasciò che i fuggitivi perseverassero fino al settimo e più impegnativo tratto di sterrato, quello di Monte Sante Marie, quando la corsa esplose con Pagani che si avvantaggiò sui compagni di avventura mentre su di loro sopraggiunse uno scatenato Diego Rosa che però cadde e finì fuori dai giochi per la vittoria.
Sotto la potente spinta di Sky, BMC e Omega Pharma - Quickstep il gruppo rinvenne sui fuggitivi e si spezzò. Pertanto rimase al comando un gruppo di 23 corridori, e cioè Peter Sagan, Franco Pellizotti, Damiano Cunego, Diego Ulissi, Michał Gołaś, Michał Kwiatkowski, Wout Poels, Matteo Trentin, Rigoberto Urán, Warren Barguil, Tom Dumoulin, Simon Geschke, Georg Preidler, Ángel Vicioso, Salvatore Puccio, Ian Stannard, Daniele Bennati, Christopher Juul Jensen, Roman Kreuziger, Fabian Cancellara, Cadel Evans, Alejandro Valverde e Andrey Amador. Dopo un tentativo fallito di Trentin, fu Peter Sagan, poco prima del penultimo tratto di sterrato a lanciare l'attacco decisivo. Fu solo il polacco Kwiatkowski a seguirlo mentre alle loro spalle si rivelò inutile la rincorsa di un gruppetto costituito da Cunego, Cancellara, Valverde e Kreuziger.
Fu la ripidissima salita di Santa Caterina, a poche centinaia di metri dal traguardo di piazza del Campo, a sancire la netta superiorità di Kwiatkowski sullo slovacco, già secondo nel 2013, giunto con un distacco di 19". Terzo al traguardo fu Valverde che precedette di alcuni secondi Cunego.